# 1976–1977-es bajnokcsapatok Európa-kupája
A bajnokcsapatok Európa-kupája 22. szezonja. A Bayern München 3 éves uralma után egy 6 éven át tartó angol sikerszéria következett. A Liverpool az elkövetkezendő 8 szezonban 4 címet is nyert, ez volt a legelső.

## Eredmények

### 1. forduló
| 1. csapat        | Össz. | 2. csapat          | 1. mérk. | 2. mérk. |
| ---------------- | ----- | ------------------ | -------- | -------- |
| Rangers          | 1–2   | FC Zürich          | 1–1      | 0–1      |
| Sliema Wanderers | 2–21  | TPS                | 2–1      | 0–1      |
| Ferencváros      | 11–3  | Jeunesse Esch      | 5–1      | 6–2      |
| Dynamo Dresden   | 2–0   | SL Benfica         | 2–0      | 0–0      |
| CSZKA Szófia     | 0–1   | Saint-Étienne      | 0–0      | 0–1      |
| Dundalk          | 1–7   | PSV Eindhoven      | 1–1      | 0–6      |
| ÍA               | 3–6   | Trabzonspor        | 1–3      | 2–3      |
| Liverpool        | 7–0   | Crusaders          | 2–0      | 5–0      |
| Viking           | 2–3   | Baník Ostrava      | 2–1      | 0–2      |
| Køge             | 1–7   | Bayern München     | 0–5      | 1–2      |
| Gyinamo Kijev    | 5–0   | Partizan           | 3–0      | 2–0      |
| Omonia           | 1–3   | PAOK               | 0–2      | 1–1      |
| Torino           | 3–2   | Malmö FF           | 2–1      | 1–1      |
| Austria Wien     | 1–3   | B. Mönchengladbach | 1–0      | 0–3      |
| Stal Mielec      | 1–3   | Real Madrid        | 1–2      | 0–1      |
| Club Brugge      | 3–2   | Steaua București   | 2–1      | 1–1      |

1 A TPS csapata jutott tovább, idegenben lőtt több góllal.

### 2. forduló (Nyolcaddöntő)
| 1. csapat     | Össz. | 2. csapat          | 1. mérk. | 2. mérk. |
| ------------- | ----- | ------------------ | -------- | -------- |
| FC Zürich     | 3–0   | TPS                | 2–0      | 1–0      |
| Ferencváros   | 1–4   | Dynamo Dresden     | 1–0      | 0–4      |
| Saint-Étienne | 1–0   | PSV Eindhoven      | 1–0      | 0–0      |
| Trabzonspor   | 1–3   | Liverpool          | 1–0      | 0–3      |
| Baník Ostrava | 2–6   | Bayern München     | 2–1      | 0–5      |
| Gyinamo Kijev | 6–0   | PAOK               | 4–0      | 2–0      |
| Torino        | 1–2   | B. Mönchengladbach | 1–2      | 0–0      |
| Real Madrid   | 0–2   | Club Brugge        | 0–0      | 0–2      |

### Negyeddöntő
| 1. csapat          | Össz. | 2. csapat      | 1. mérk. | 2. mérk. |
| ------------------ | ----- | -------------- | -------- | -------- |
| FC Zürich          | 4–41  | Dynamo Dresden | 2–1      | 2–3      |
| Saint-Étienne      | 2–3   | Liverpool      | 1–0      | 1–3      |
| Bayern München     | 1–2   | Gyinamo Kijev  | 1–0      | 0–2      |
| B. Mönchengladbach | 3–2   | Club Brugge    | 2–2      | 1–0      |

1 Az FC Zürich csapata jutott tovább, idegenben lőtt több góllal.

### Elődöntő
| 1. csapat     | Össz. | 2. csapat          | 1. mérk. | 2. mérk. |
| ------------- | ----- | ------------------ | -------- | -------- |
| FC Zürich     | 1–6   | Liverpool          | 1–3      | 0–3      |
| Gyinamo Kijev | 1–2   | B. Mönchengladbach | 1–0      | 0–2      |

### Döntő
| 1977. május 25. |

| Liverpool                                   | 3–1   | Borussia Mönchengladbach |
| ------------------------------------------- | ----- | ------------------------ |
| McDermott 28' Smith 64' Neal 82' (11-esből) | (1–0) | Simonsen 52'             |

| Olimpiai Stadion, Róma Nézőszám: 51 750 Játékvezető: Robert Wurtz (francia) |

| Az 1976–77-es bajnokcsapatok Európa-kupájának győztese |
| Liverpool 1. cím                                       |
| ← 1975–76 Bayern München                               |
| Liverpool 1977–78 →                                    |